# Saint-Florent-sur-Cher
Pour les articles homonymes, voir Saint-Florent.
Saint-Florent-sur-Cher est une commune française située dans le département du Cher en région Centre-Val de Loire.

## Géographie

### Localisation

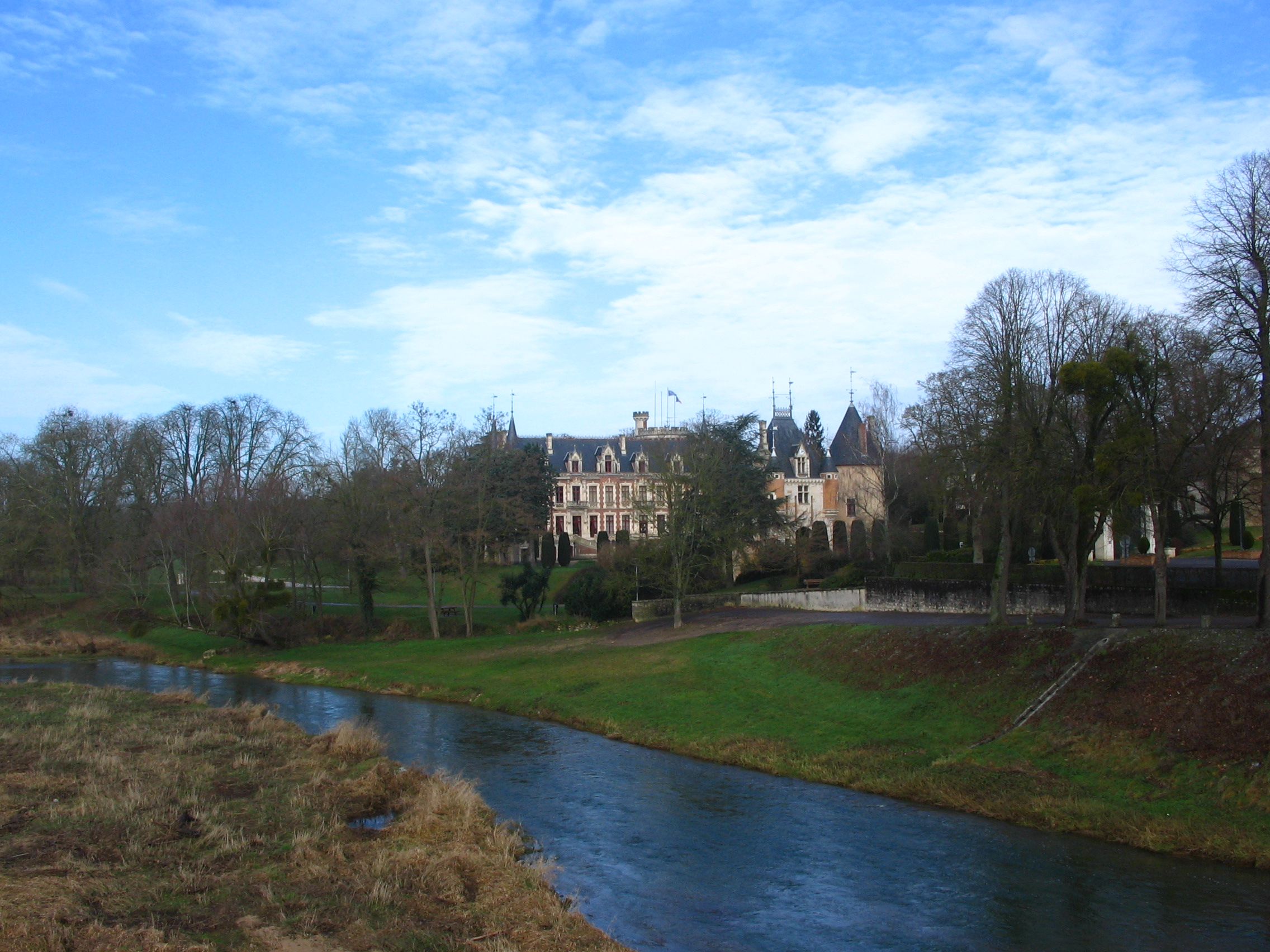
Le Cher et l'Hôtel-de-Ville.

Le territoire communal est traversé par le sentier de grande randonnée de pays de la Champagne berrichonne
La commune se trouve dans l'aire d'attraction de Bourges et sa zone d'emploi. Elle est la ville-centre de son unité urbaine et de son bassin de vie.

### Communes limitrophes
Les communes limitrophes sont  Civray, Le Subdray, Lunery, Morthomiers, Saint-Caprais et Villeneuve-sur-Cher.

### Hydrographie

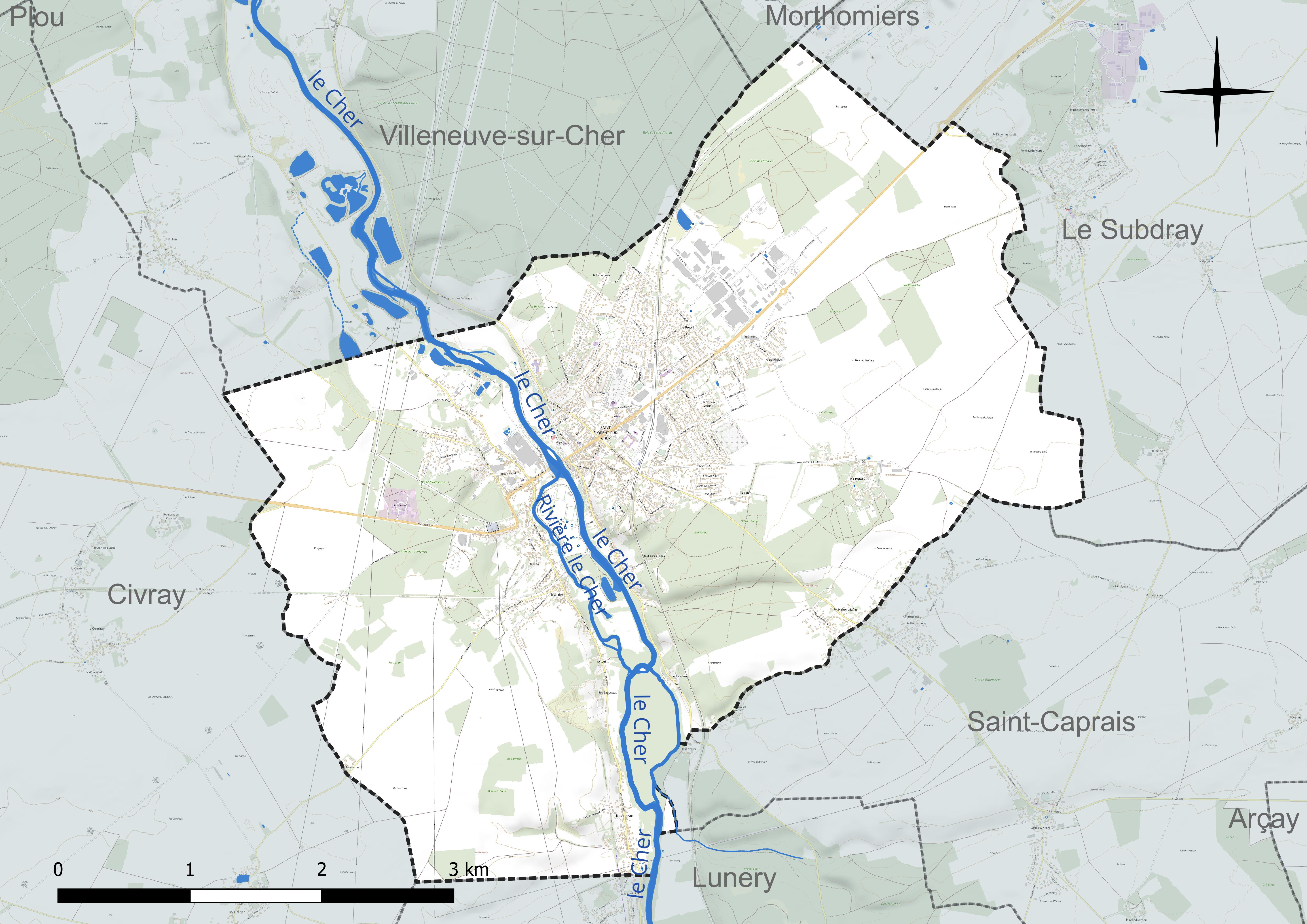
Carte hydrographique de la commune.

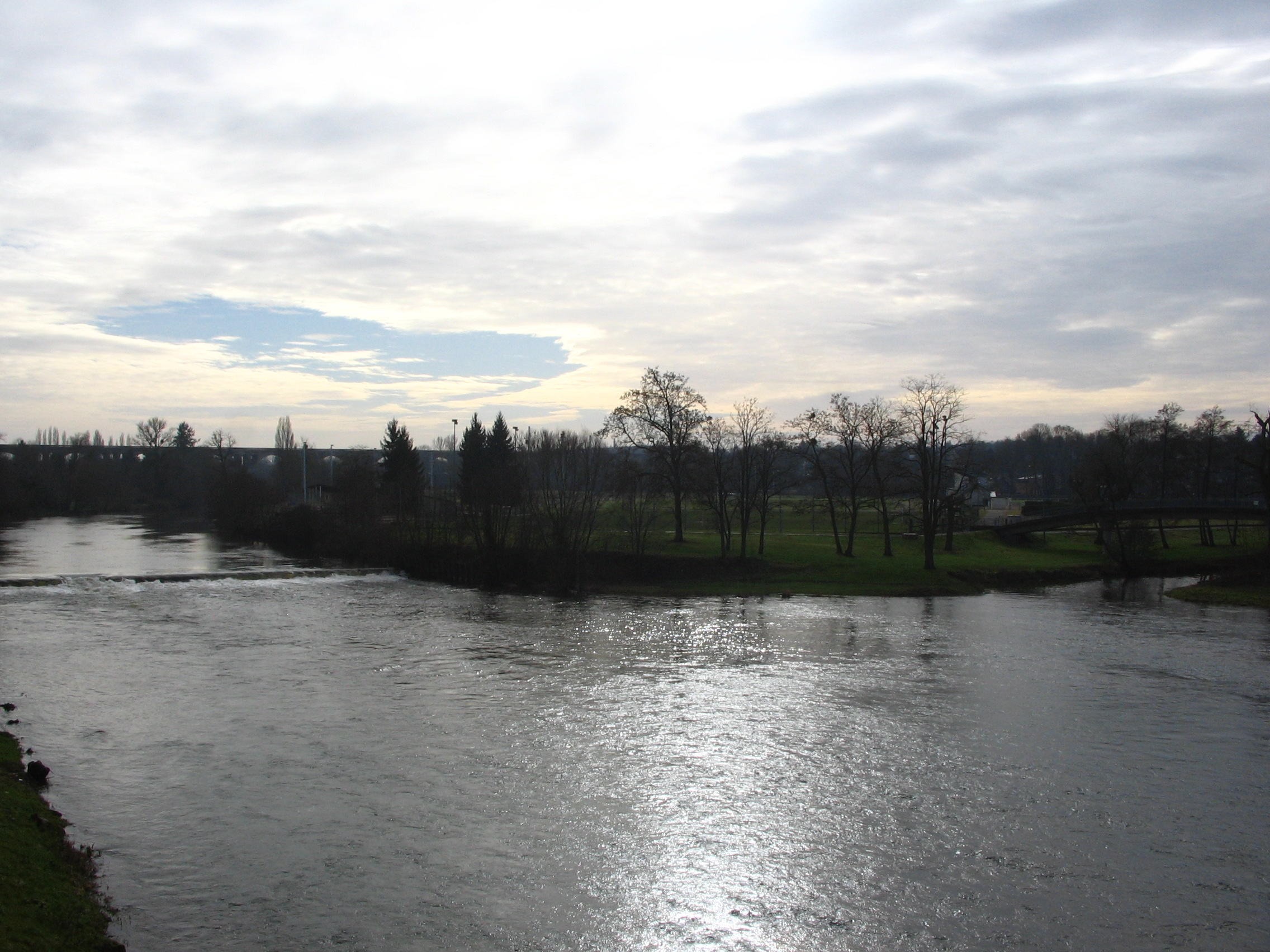
Le Cher à Saint-Florent.

Comme son nom le suggère, la commune est traversée par les bras du Cher, l'un des affluents du fleuve la Loire.

### Climat
Pour des articles plus généraux, voir Climat du Centre-Val de Loire et Climat du Cher.
En 2010, le climat de la commune est de type climat océanique dégradé des plaines du Centre et du Nord, selon une étude du CNRS s'appuyant sur une série de données couvrant la période 1971-2000. En 2020, Météo-France publie une typologie des climats de la France métropolitaine dans laquelle la commune est exposée à un climat océanique altéré et est dans la région climatique Centre et contreforts nord du Massif Central, caractérisée par un air sec en été et un bon ensoleillement.
Pour la période 1971-2000, la température annuelle moyenne est de 11,4 °C, avec une amplitude thermique annuelle de 16 °C. Le cumul annuel moyen de précipitations est de 745 mm, avec 11,1 jours de précipitations en janvier et 7,2 jours en juillet. Pour la période 1991-2020, la température moyenne annuelle observée sur la station météorologique la plus proche, située sur la commune de Bourges à 15 km à vol d'oiseau, est de 12,1 °C et le cumul annuel moyen de précipitations est de 742,7 mm,. Pour l'avenir, les paramètres climatiques de la commune estimés pour 2050 selon différents scénarios d'émission de gaz à effet de serre sont consultables sur un site dédié publié par Météo-France en novembre 2022.

## Urbanisme

### Typologie
Au 1er janvier 2024, Saint-Florent-sur-Cher est catégorisée petite ville, selon la nouvelle grille communale de densité à 7 niveaux définie par l'Insee en 2022.
Elle appartient à l'unité urbaine de Saint-Florent-sur-Cher, une unité urbaine monocommunale constituant une ville isolée,.
Par ailleurs la commune fait partie de l'aire d'attraction de Bourges, dont elle est une commune de la couronne,. Cette aire, qui regroupe 111 communes, est catégorisée dans les aires de 50 000 à moins de 200 000 habitants,.

### Occupation des sols

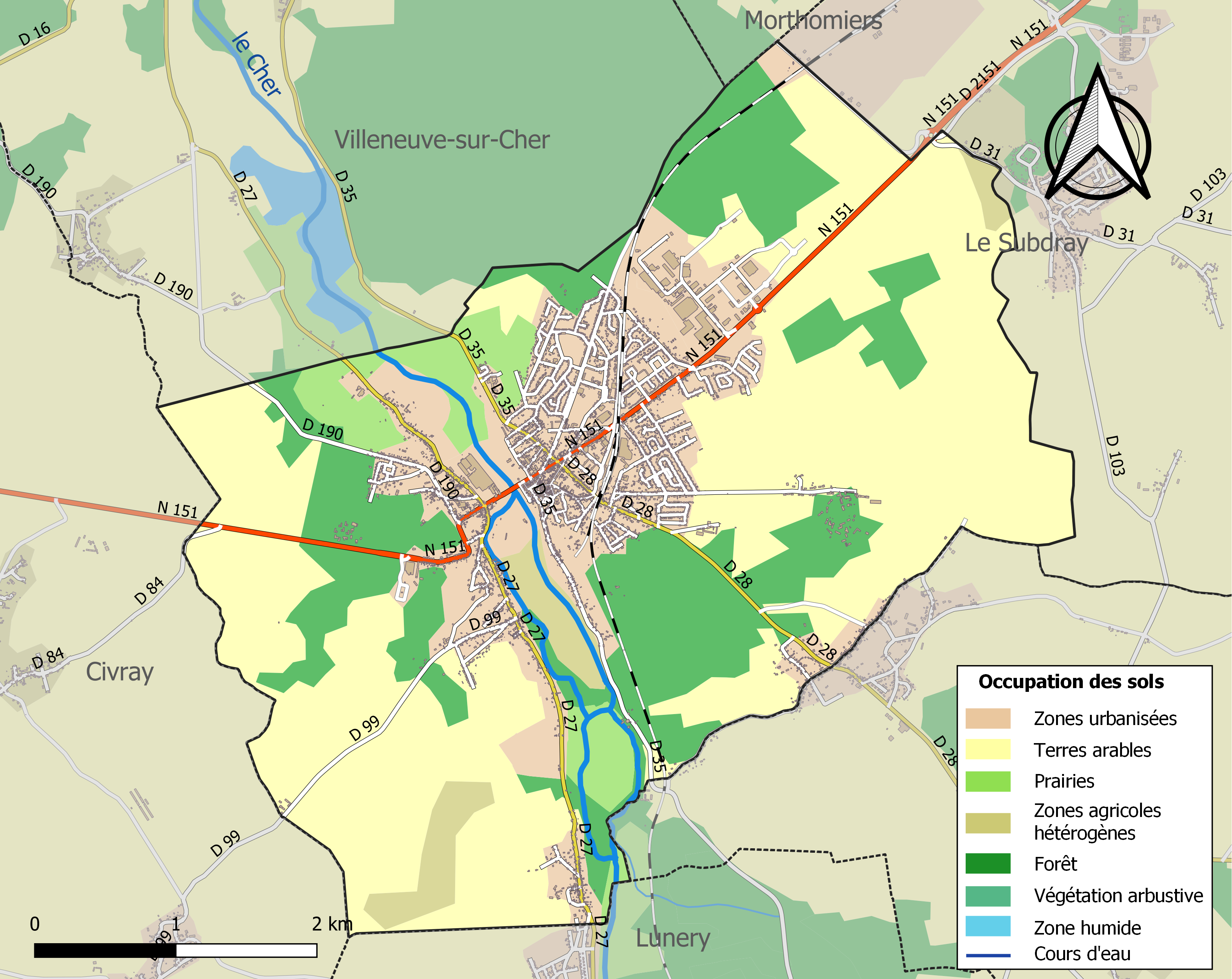
Carte des infrastructures et de l'occupation des sols de la commune en 2018 (CLC).

L'occupation des sols de la commune, telle qu'elle ressort de la base de données européenne d’occupation biophysique des sols Corine Land Cover (CLC), est marquée par l'importance des territoires agricoles (55,7 % en 2018), en diminution par rapport à 1990 (58,4 %). La répartition détaillée en 2018 est la suivante :
terres arables (47,4 %), forêts (21,9 %), zones urbanisées (17,9 %), prairies (5 %), zones industrielles ou commerciales et réseaux de communication (4,2 %), zones agricoles hétérogènes (3,3 %), mines, décharges et chantiers (0,4 %).
L'évolution de l’occupation des sols de la commune et de ses infrastructures peut être observée sur les différentes représentations cartographiques du territoire : la carte de Cassini (XVIIIe siècle), la carte d'état-major (1820-1866) et les cartes ou photos aériennes de l'IGN pour la période actuelle (1950 à aujourd'hui).

### Habitat et logement
En 2021, le nombre total de logements dans la commune était de 3 622, alors qu'il était de 3 566 en 2016 et de 3 525 en 2011.
Parmi ces logements, 86,5 % étaient des résidences principales, 2,3 % des résidences secondaires et 11,1 % des logements vacants. Ces logements étaient pour 76,8 % d'entre eux des maisons individuelles et pour 22,6 % des appartements.
Le tableau ci-dessous présente la typologie des logements à Saint-Florent-sur-Cher en 2021 en comparaison avec celle du Cher et de la France entière. Une caractéristique marquante du parc de logements est ainsi la faible proportion des résidences secondaires et logements occasionnels (2,3 %) par rapport au département (7,6 %) et à la France entière (9,7 %).
| Typologie                                               | Saint-Florent-sur-Cher | Cher | France entière |
| ------------------------------------------------------- | ---------------------- | ---- | -------------- |
| Résidences principales (en %)                           | 86,5                   | 79,6 | 82,2           |
| Résidences secondaires et logements occasionnels (en %) | 2,3                    | 7,6  | 9,7            |
| Logements vacants (en %)                                | 11,1                   | 12,8 | 8,1            |

### Voies de communication et transports

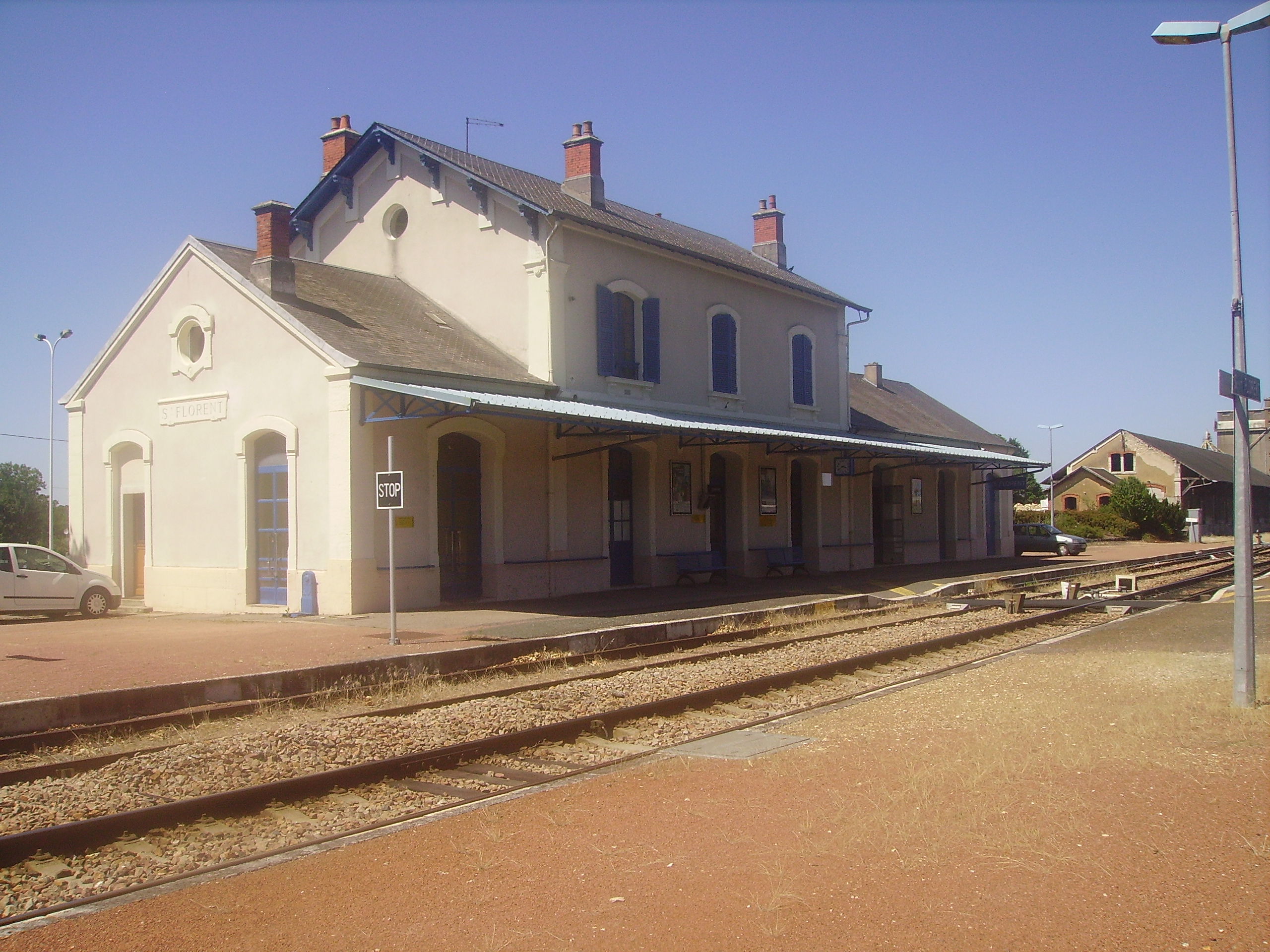
La gare.

La Gare de Saint-Florent-sur-Cher est située sur la ligne Bourges - Montluçon, avec notamment deux trains directs pour Paris chaque jour.
D'autre part, la commune est desservie par la ligne d'autocars TER Centre-Val de Loire : Châteauroux ↔ Bourges, ainsi que par la ligne 8 du réseau urbain de Bourges et par la ligne V du Réseau de mobilité interurbaine.

### Risques naturels et technologiques
Le territoire de la commune de Saint-Florent-sur-Cher est vulnérable à différents aléas naturels : météorologiques (tempête, orage, neige, grand froid, canicule ou sécheresse), inondations, mouvements de terrains et séisme (sismicité faible). Il est également exposé à deux risques technologiques, le transport de matières dangereuses et le risque industriel. Un site publié par le BRGM permet d'évaluer simplement et rapidement les risques d'un bien localisé soit par son adresse soit par le numéro de sa parcelle.

#### Risques naturels
Certaines parties du territoire communal sont susceptibles d’être affectées par le risque d’inondation par débordement de cours d'eau, notamment le Cher. La commune a été reconnue en état de catastrophe naturelle au titre des dommages causés par les inondations et coulées de boue survenues en 1982, 1997 et 1999,.

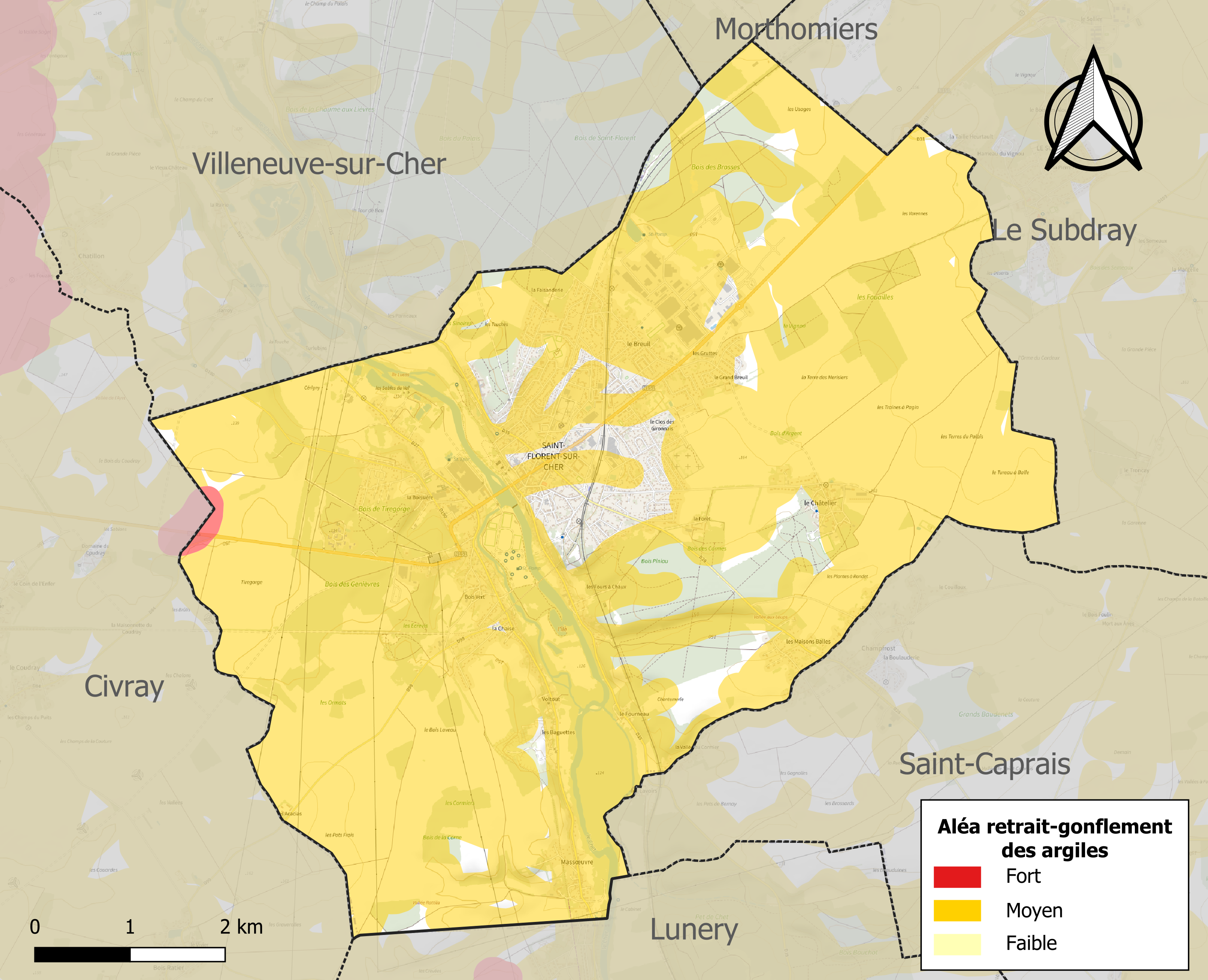
Carte des zones d'aléa retrait-gonflement des sols argileux de Saint-Florent-sur-Cher.

La commune est vulnérable au risque de mouvements de terrains constitué principalement du retrait-gonflement des sols argileux. Cet aléa est susceptible d'engendrer des dommages importants aux bâtiments en cas d’alternance de périodes de sécheresse et de pluie. 89,7 % de la superficie communale est en aléa moyen ou fort (90 % au niveau départemental et 48,5 % au niveau national). Sur les 2 770 bâtiments dénombrés sur la commune en 2019, 2052 sont en aléa moyen ou fort, soit 74 %, à comparer aux 83 % au niveau départemental et 54 % au niveau national. Une cartographie de l'exposition du territoire national au retrait gonflement des sols argileux est disponible sur le site du BRGM,.
Concernant les mouvements de terrains, la commune a été reconnue en état de catastrophe naturelle au titre des dommages causés par la sécheresse en 1989, 1991, 2002, 2018 et 2019 et par des mouvements de terrain en 1999.

#### Risques technologiques
La commune est exposée au risque industriel du fait de la présence sur son territoire d'une entreprise soumise à la directive européenne SEVESO.
Le risque de transport de matières dangereuses sur la commune est lié à sa traversée par des infrastructures routières ou ferroviaires importantes ou la présence d'une canalisation de transport d'hydrocarbures. Un accident se produisant sur de telles infrastructures est en effet susceptible d’avoir des effets graves au bâti ou aux personnes jusqu’à 350 m, selon la nature du matériau transporté. Des dispositions d’urbanisme peuvent être préconisées en conséquence.

## Toponymie
En 1793, sous la Révolution, Saint-Florent est rebaptisé Marat-sur-Cher, en l'honneur du révolutionnaire assassiné.

## Histoire

### Antiquité
Saint-Florent-sur-Cher est une localité qui existe depuis la période gallo-romaine (« vicus aureus », le village doré, puis Bourg-Doré).

### Moyen Âge
Le premier monument construit est l’église paroissiale au XIe siècle.
Au XIIIe siècle s’est installée une seigneurie connue,, dépendant directement de la Grosse Tour de Bourges.
Vers la mi-XIIIe siècle, le seigneur est Jean des Barres d'Oissery, fils de Guillaume III (et de sa 2e femme Héloïse Britaut de Nangis plutôt que de la 1re, Béatrice de Thiern comtesse de Chalon ?) et petit-fils de Guillaume II des Barres ; il vend St-Florent et Villeneuve en 1278 à Pierre Leroy, et la famille Leroy (ou Le Roy) va garder St-Florent jusqu'au XVIIe siècle, avec St-Caprais.

### Temps modernes
Le château est pillé et brûlé lors du début des Guerres de religion en octobre 1562 (par les Protestants menés par Jean d'Hangest sire d'Ivoi et Genlis : le seigneur Jacques IV Le Roy doit s'enfuir) ; puis en septembre 1590 (le château est mis en défense par le ligueur Claude de La Châtre, gouverneur du Berry, secondé par Gabriel Le Roy de Moulin-Neuf, frère puîné de Jacques IV ; pris par des partisans du nouveau roi huguenot Henri IV ; mais repris par le sieur de Richemont, de la Ligue).
Les derniers Le Roy sont les enfants de Jacques IV Le Roy (né vers 1527 ; fils de Jacques III) : Claude (sire en 1592-† 1624 sans postérité), et ses frères et sœur Charlotte (épouse de Charles de Saint-Avit d'Aigues-Mortes), Jacques/Claude (abbé de Chaumont, comme son oncle paternel Claude, frère puîné de Jacques IV), Jean (prieur de Dame-Sainte, abbé d'Epernay en 1596-1606 et de Selincourt ; son oncle paternel Jean, autre frère puîné de Jacques IV, avait été prieur de Dame-Sainte, chanoine de St-Etienne et Grand-vicaire de Bourges), et le chevalier de Malte Gabriel Le Roy ; ces derniers vendent Saint-Florent en janvier 1625, contre 50 300 livres, à Henri II (1588-1646), prince de Condé, gouverneur du Berry, acquéreur d'immenses possessions en Berry et Bourbonnais (dans l'Indre et le Cher) ; son fils, le Grand Condé, puis son petit-fils Henri-Jules lui succèdent.
Les Condés (la duchesse du Maine, fille d'Henri-Jules ? ou sa nièce, Mlle de Vermandois ?) vendent en 1729 à François Thabaud de La Terrée (conseiller du roi, receveur des tailles à Issoudun, lieutenant au bailliage de Berry), dont la fille Catherine Thabaud, née en 1717, épouse en 1733 avec postérité Pierre-Joseph de L'Estang, né en 1711. Ce dernier vend en 1779 à Charles-Joseph Patissier de Bussy (né vers 1718/1720-† 1785), marquis de Castelnau et gouverneur des Etablissements français de l'Inde, dont la nièce Charlotte-Catherine-Sophie, fille de son frère Bouchard Patissier de Bussy, marie en 1775 Antoine-Charles-Gabriel marquis de Folleville (1749-1835).
Le château servait de centre de contrôle du travail des mariniers et des flotteurs de la Marine Royale, pour lesquels deux ports furent construits de chaque côté du pont. Des liens avec les villages voisins se créent grâce à la création d’une route entre Bourges et Saint-Florent en 1803, d’un nouveau pont en 1832, d’un viaduc en 1892 et l'arrivée du chemin de fer en 1893.

### Époque contemporaine
En septembre 1825, Mme de Folleville vend le domaine avec le château à Scipion Bourguet, marquis de Travanet (1794-1847 ; maire d'Asnières puis conseiller général du canton de Chârost, il demeure actif à Saint-Florent après le vente de 1835 évoquée ci-après, puisqu'il construit en 1842 le haut fourneau des Lavoirs ; son oncle paternel Jean-Joseph-Guy Bourguet 1er marquis de Travanet industrialise Royaumont) et à son beau-frère Jacques-Joseph Lon(g)champt (époux de sa sœur Marie-Josèphe Bourguet de Travanet).
L'industrie, déjà fortement installée avec les mines de fer locales, se développe aux XVIIIe et XIXe siècles avec l’arrivée des hauts-fourneaux, de tuileries, de fours à chaux et à plâtre. Saint-Florent devient vite réputée pour son industrialisation avec les usines Labbé (1842), l'apparition du décolletage Morin (1895-96), Massicot (1897) et la Société Industrielle (1900). De nombreux emplois sont créés, ce qui permet à la ville de s’accroître avec 3 445 habitants en 1891 contre 887 en 1821.
En janvier 1835, vente à Carpentier, négociant à La Charité (mort en 1845) ; sa fille unique épouse en 1839 Jules Brunet, industriel orléanais, qui transforme complètement le château pour lui donner son aspect actuel de style Louis XII, et devient maire de Saint-Florent. En 1890 : vente au comte de Courcelles, qui restaure et crénelle le donjon ; en 1899 : vente à Renevey, industriel, puis son gendre Malapert hérite.

Saint-Florent-sur-le-Cher au tout début du XXe siècle
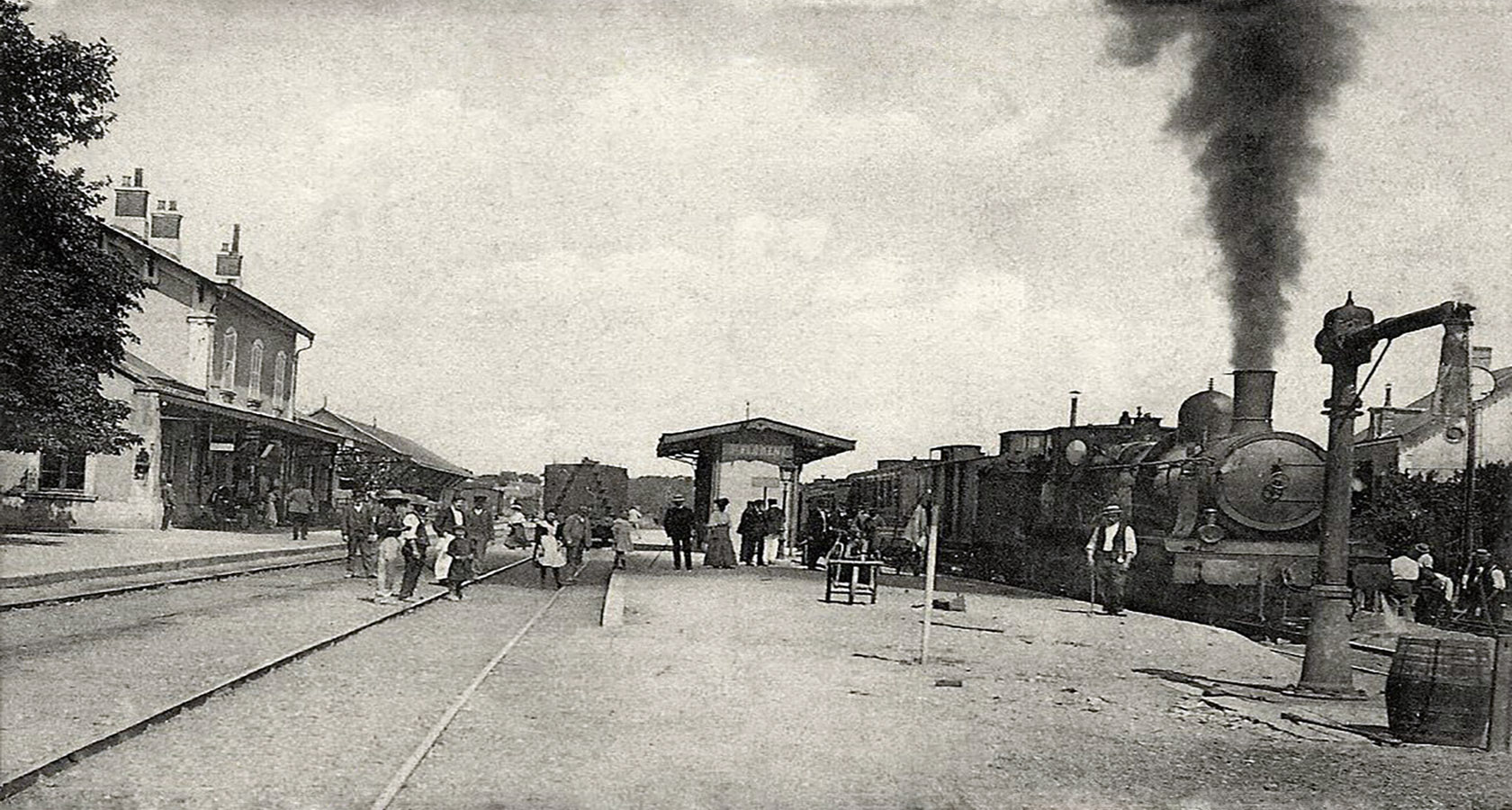
La gare.
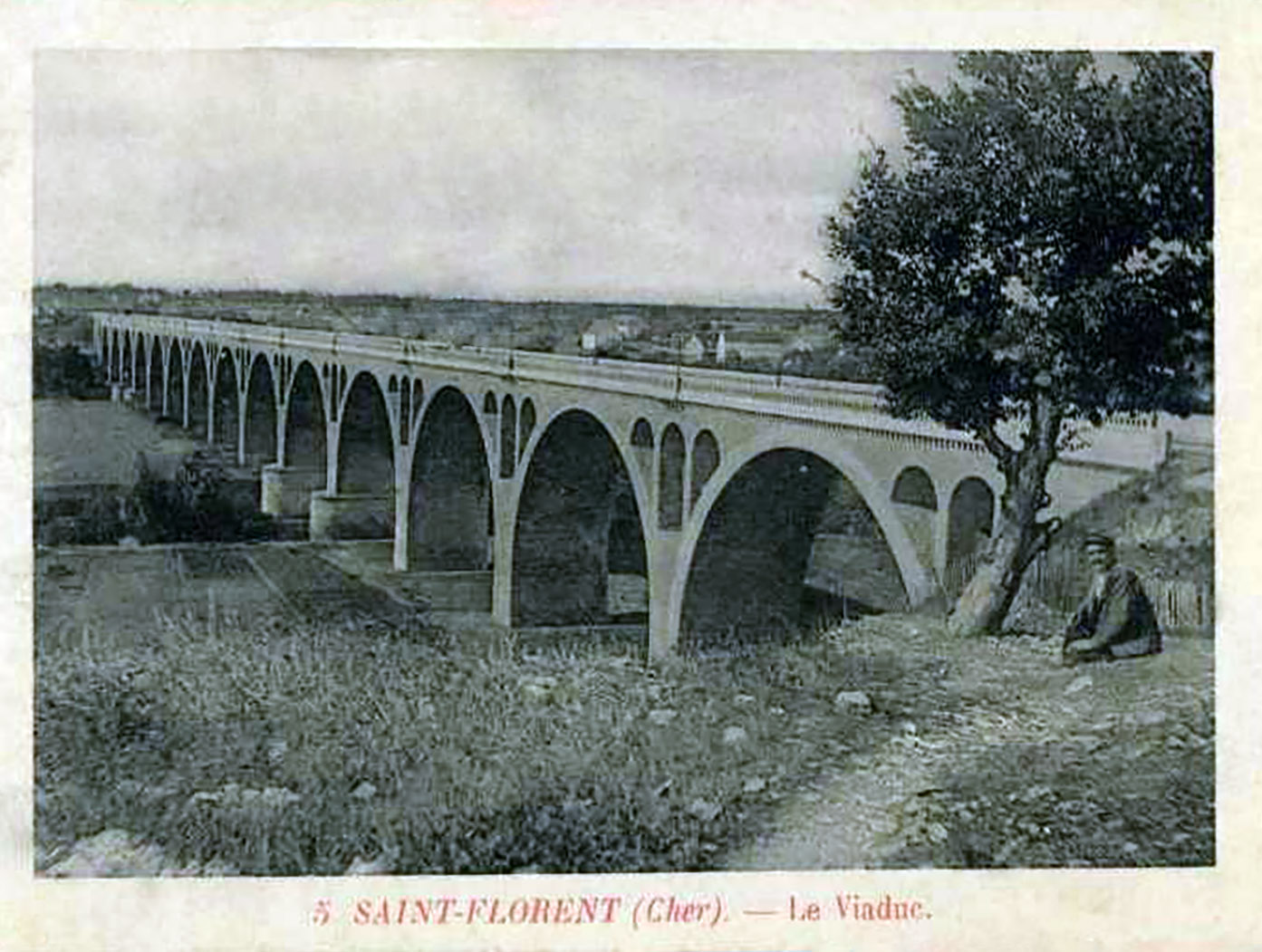
Le viaduc

En 1936, la municipalité communiste achète le domaine à monsieur Malapert (le château et le parc de 13 ha, pour 500 000 francs par souscription publique). Le château devient Hôtel de Ville, et en septembre 1936, sous le Front populaire, la liesse populaire célèbre cette prise de possession démocratique — aube d'une nouvelle vie pour le domaine — d'autant que la commune y accueille des réfugiés espagnols.
Grâce à l’évolution du décolletage, le potentiel de l’industriel de Saint-Florent a permis à d’autres secteurs de se développer. Une industrie du caoutchouc s’est implantée de 1937 à 1997.

## Politique et administration

### Rattachements administratifs et électoraux

#### Rattachements administratifs
La commune se trouve dans l'arrondissement de Bourges du département du Cher.
Après avoir été de 1793 à 1801 le chef-lieu d'un éphémère canton de Saint-Florent, elle faisait partie depuis lors du canton de Chârost. Dans le cadre du redécoupage cantonal de 2014 en France, cette circonscription administrative territoriale a disparu, et le canton n'est plus qu'une circonscription électorale.

#### Rattachements électoraux
Pour les élections départementales, la commune fait partie depuis 2014 du  canton de Chârost, dont la composition est restée inchangée.
Pour l'élection des députés, elle fait partie de la deuxième circonscription du Cher.

### Intercommunalité
Saint-Florent-sur-Cher est le siège de la communauté de communes FerCher - Pays Florentais, un établissement public de coopération intercommunale (EPCI) à fiscalité propre créé fin 2000 et auquel la commune avait transféré un certain nombre de ses compétences, dans les conditions déterminées par le code général des collectivités territoriales.

### Tendances politiques et résultats
| Scrutin             | Scrutin             | 1er tour | 1er tour  | 1er tour | 1er tour | 1er tour  | 1er tour | 1er tour | 1er tour  | 1er tour | 1er tour | 1er tour | 1er tour | 2d tour | 2d tour | 2d tour | 2d tour | 2d tour | 2d tour |
| Scrutin             | Scrutin             | 1er      | 1er       | %        | 2e       | 2e        | %        | 3e       | 3e        | %        | 4e       | 4e       | %        | 1er     | 1er     | %       | 2e      | 2e      | %       |
| ------------------- | ------------------- | -------- | --------- | -------- | -------- | --------- | -------- | -------- | --------- | -------- | -------- | -------- | -------- | ------- | ------- | ------- | ------- | ------- | ------- |
| Présidentielle 2017 | Présidentielle 2017 |          | EM        | 24,05    |          | LFI       | 23,54    |          | FN        | 21,65    |          | LR       | 15,07    |         | EM      | 66,37   |         | FN      | 33,63   |
| Présidentielle 2022 | Présidentielle 2022 |          | LREM      | 27,43    |          | RN        | 25,44    |          | LFI       | 21,25    |          | REC      | 5,32     |         | LREM    | 55,26   |         | RN      | 44,74   |
| Législatives 2022   | 2e                  |          | PCF-Nupes | 33,12    |          | MoDem-Ens | 22,00    |          | RN        | 20,20    |          | LR       | 9,38     |         | PCF     | 57,86   |         | RN      | 42,14   |
| Législatives 2024   | 2e                  |          | RN        | 39,51    |          | PCF-NFP   | 30,74    |          | MoDem-Ens | 20,47    |          | DVD      | 6,48     |         | PCF     | 53,07   |         | RN      | 46,93   |

### Élections municipales
Lors du second tour des élections municipales de 2014 dans le Cher, la liste DVG menée par le maire sortant Roger Jacquet obtient la majorité des suffrages exprimés, avec 1 214 voix (40,90 %, 21 conseillers municipaux élus dont 10 communautaires), devançant de 47 voix celle SE menée par Nicole Progin, qui a recueilli 1 167 voix (39,32 %, 5 conseillers municipaux élus dont 3 communautaires).
La troisième liste, DVD, menée par l'ancien maire Jean-Claude Begassat, a obtenu 587 voix (19,78 %, 3 conseillers municipaux élus dont 1  communautaire), lors d'un scrutin où 38,14 % des électeurs se sont abstenus.
Lors du second tour des  élections municipales de 2020 dans le Cher, la liste DVD menée par Nicole Progin obtient la majorité absolue des suffrages exprimés, avec 1 081 voix (54,78 %, 23 conseillers municipaux élus dont 11 communautaires), devançant largement les listes menées respectivement par,, :
- Anne-Marie Débois (DVG, 761 voix, 38,57 %, 5 conseillers municipaux élus dont 3 communautaires) ;
- Jacques Lambert (PS, 131 voix, 6,63 %, 1 conseiller municipal élu).

Lors de ce scrutin marqué par la pandémie de Covid-19 en France, 85,51 % des électeurs se sont abstenus.

### Liste des maires
| Période                                  | Période                      | Identité             | Étiquette        | Qualité |
| ---------------------------------------- | ---------------------------- | -------------------- | ---------------- | --- |
| Les données manquantes sont à compléter. |                              |                      |                  | |
|                                          |                              |                      |                  | |
|                                          |                              | Paul Ladevèze        | Républicain Rad. | Médecin Conseiller d'arrondissement de Chârost (1874 → 1907) Conseiller général de Chârost (1907 → 1913)                                                                                           |
|                                          |                              |                      |                  | |
|                                          |                              | M. Camille Lafaix    | Républicain      | Conseiller d'arrondissement de Chârost (1922 → 1930) |
|                                          |                              |                      |                  | |
| 1944                                     |                              | Marcel Lafleur       |                  | Résistant, membre du mouvement de résistance Front national Nommé par le Comité départemental de libération                                                                                        |
|                                          |                              |                      |                  | |
| 1947                                     | 1958                         | Louis Dézelot,       | SFIO             | Instituteur Conseiller général de Chârost (1949 → 1958) Ordre national de la Légion d'honneur Mort en fonction                                                                                     |
| 1958                                     | 1977                         | Roger Boisselet      | DVG puis DVD     | Ancien résistant, imprimeur Conseiller général de Chârost (1958 → 1979) |
| mars 1977                                | mars 1987                    | Raymond Jacquet      | PCF              | Ajusteur puis commerçant Conseiller général de Chârost (1979 → 1986) Mort en fonction |
| avril 1987                               | juin 1995                    | Jeanine Gourier      | PCF puis DVG     | Directrice de l’école Dézelot à la retraite |
| juin 1995                                | mars 2001                    | Roger Jacquet        | PCF              | Neveu de Raymond Jacquet, retraité technicien de l'usine Rosières de Lunery Conseiller général de de Chârost (1986 → 2015)                                                                         |
| mars 2001                                | avril 2008                   | Jean-Claude Bégassat | DVD              | Président de la CC FerCher - Pays Florentais (2014 → 2020) |
| avril 2008                               | juillet 2020                 | Roger Jacquet        | PCF              | Neveu de Raymond Jacquet, retraité technicien de l'usine Rosières de Lunery Conseiller général de de Chârost (1986 → 2015)                                                                         |
| juillet 2020                             | février 2023                 | Nicole Progin        | DVD              | Cadre socio-éducatif retraitée du centre hospitalier George-Sand Conseillère départementale de Chârost (2015 → 2021) Vice-présidente du conseil départemental du Cher (2015 → 2021) Démissionnaire |
| février 2023                             | En cours (au 8 juillet 2024) | Marie-Line Cirre     | DVD              | Consultante en système d'information, Conseillère départementale de Chârost (2021 → ) |

### Jumelageset échanges
- La commune adhère à l'association des « Saint Florent de France » regroupant 7 communes intégrant Saint Florent dans leur nom.
  - Saint-Florent-le-Jeune (Loiret).
  - Saint-Florent (Haute-Corse).
  - Saint-Florent-le-Vieil (Maine-et-Loire).
  - Saint-Florent-des-Bois (Vendée).
  - Saint-Florent-sur-Auzonnet (Gard).
  - Saint-Florent (Deux Sèvres), ancienne commune, fusionnée avec Niort en 1969.

Les 10es échanges auront lieu les 3 et 4 juillet 2010 à Saint-Florent-sur-Cher.
- La ville de Saint-Florent-sur-Cher est jumelée aussi avec la ville allemande de Neu Anspach pour avoir la chance d'effectuer des échanges scolaires.
  -  Neu Anspach (Allemagne).

## Équipements et services publics

### Espaces publics
Dans son palmarès 2016, le Conseil National des Villes et Villages Fleuris de France a attribué deux fleurs à la commune au Concours des villes et villages fleuris.

## Population et société

### Démographie
L'évolution du nombre d'habitants est connue à travers les recensements de la population effectués dans la commune depuis 1793. Pour les communes de moins de 10 000 habitants, une enquête de recensement portant sur toute la population est réalisée tous les cinq ans, les populations de référence des années intermédiaires étant quant à elles estimées par interpolation ou extrapolation. Pour la commune, le premier recensement exhaustif entrant dans le cadre du nouveau dispositif a été réalisé en 2008.

En 2022, la commune comptait 6 416 habitants, en évolution de −3,05 % par rapport à 2016 (Cher : −2,48 %, France hors Mayotte : +2,11 %).
| 1793 | 1800 | 1806 | 1821 | 1831  | 1836  | 1841  | 1846  | 1851  |
| ---- | ---- | ---- | ---- | ----- | ----- | ----- | ----- | ----- |
| 583  | 586  | 612  | 889  | 1 195 | 1 481 | 1 750 | 2 500 | 2 771 |

| 1856  | 1861  | 1866  | 1872  | 1876  | 1881  | 1886  | 1891  | 1896  |
| ----- | ----- | ----- | ----- | ----- | ----- | ----- | ----- | ----- |
| 2 820 | 3 173 | 3 433 | 2 989 | 2 864 | 2 949 | 2 931 | 3 647 | 3 539 |

| 1901  | 1906  | 1911  | 1921  | 1926  | 1931  | 1936  | 1946  | 1954  |
| ----- | ----- | ----- | ----- | ----- | ----- | ----- | ----- | ----- |
| 3 915 | 4 209 | 4 202 | 3 717 | 3 852 | 4 034 | 4 180 | 4 357 | 4 557 |

| 1962  | 1968  | 1975  | 1982  | 1990  | 1999  | 2006  | 2008  | 2013  |
| ----- | ----- | ----- | ----- | ----- | ----- | ----- | ----- | ----- |
| 5 453 | 6 408 | 6 535 | 7 611 | 7 358 | 6 900 | 6 756 | 6 692 | 6 629 |

| 2018  | 2022  | - | - | - | - | - | - | - |
| ----- | ----- | - | - | - | - | - | - | - |
| 6 457 | 6 416 | - | - | - | - | - | - | - |

### Médias
- Presse écrite :
  - Le Berry républicain
  - La Bouinotte
- Radios :
  - France Bleu Berry
  - RCF en Berry
  - Vibration
- Télévision :
  - France 3 Centre-Val de Loire

## Économie
Aujourd’hui la zone industrielle de la Vigonnière, très diversifiée dans ses activités, est au centre de la vie économique de cette ville.

## Culture locale et patrimoine

### Lieux et monuments
- Château de Saint-Florent-sur-Cher  Inscrit MH (1936)[55].
- Usine métallurgique des Lavoirs  Classé MH (1991, 1992, partiel)[26].
- Viaduc de Saint-Florent-sur-Cher, construit en 1892-1893 pour la ligne de Saint-Florent-sur-Cher à Issoudun reliant les grands établissements militaires de Bourges à l’est et à l’ouest de la France. Elle est inaugurée le 13 décembre 1893.
- Les ponts : 
Depuis la conquête de la Gaule, c’est sur les ruines des ponts construits par les Romains que l’on a greffé tous les autres à Saint-Florent-sur-Cher. On voit encore aujourd’hui les restes des ruines du vieux pont de pierre près de l’île. Celui-ci fut construit sous l’impulsion du prince de Condé, réparé et renforcé en 1641 par l’architecte Jean Lejuge. 4 piles sont détruites par les crues en 1642 puis 9 arches sont emportées par le Cher en 1707. On refait alors 100 m de pont en bois. En 1823, les crues du Cher et de l’Auron détruisent, entre autres, tous les ouvrages en bois établis sur ces rivières)[56].
Un nouveau pont de 7 arches de plein cintre fut construit de 1827 à 1832. Il a profité de plusieurs améliorations depuis sa création et est toujours en service.
- Église Saint-Florent XIXe siècle : 
La première construction en pierre de l’église remonte au XIe siècle. Elle est détruite en 1850 et reconstruite suivant le style néo-gothique entre 1849 et 1863[57].

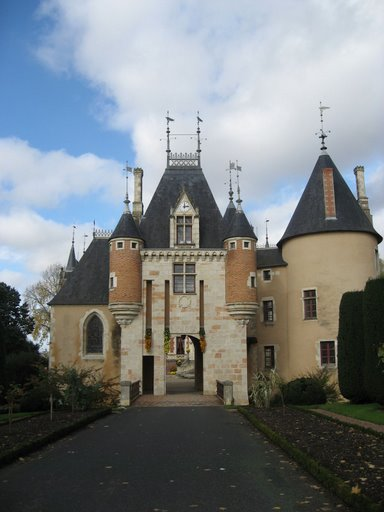
Château - mairie.
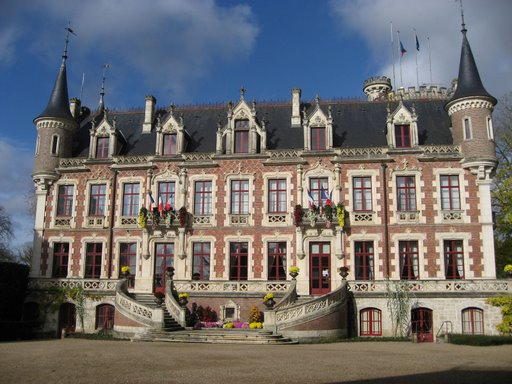
Château - mairie.
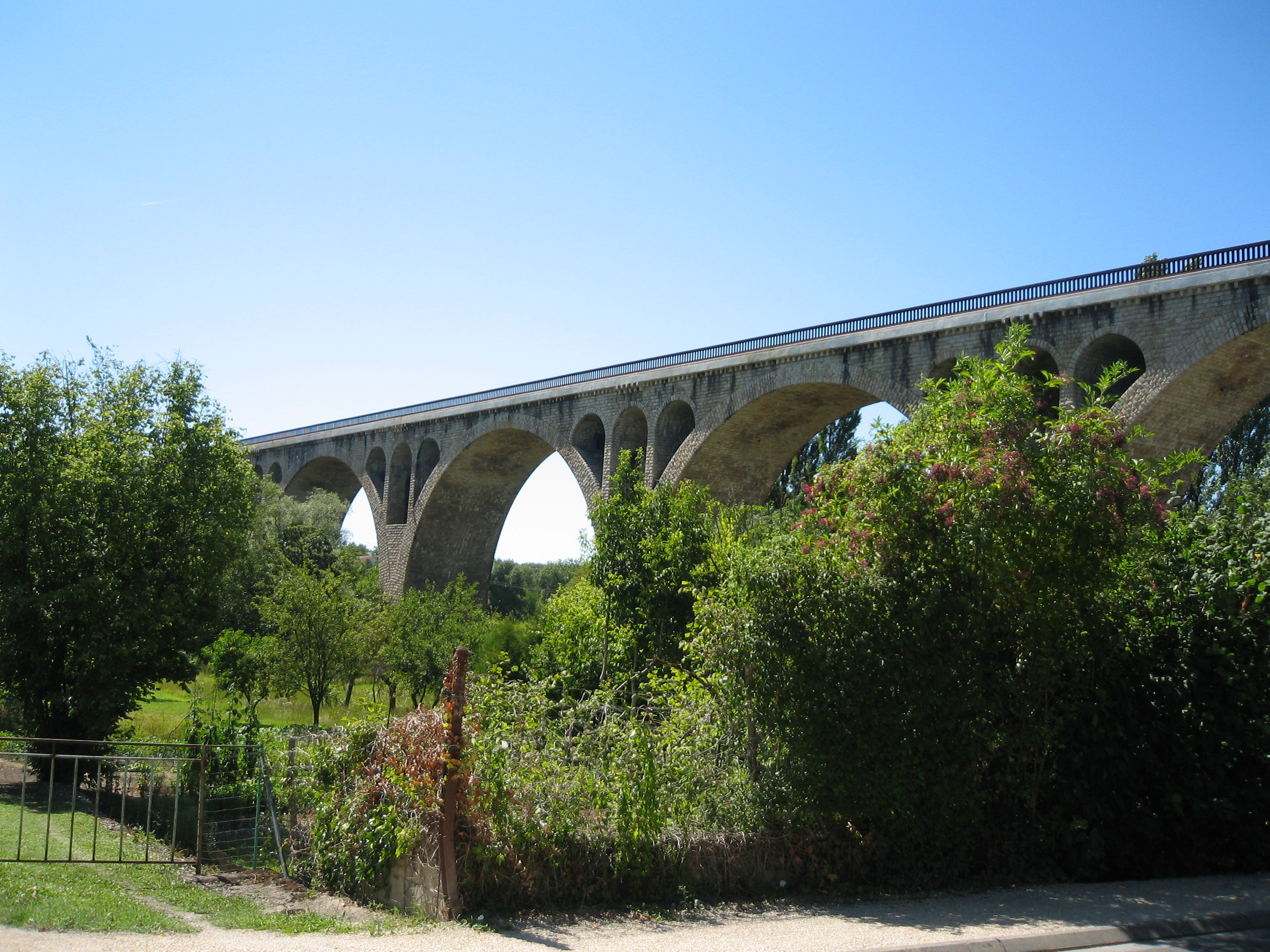
Viaduc de Saint-Florent-sur-Cher, 1892-1893.
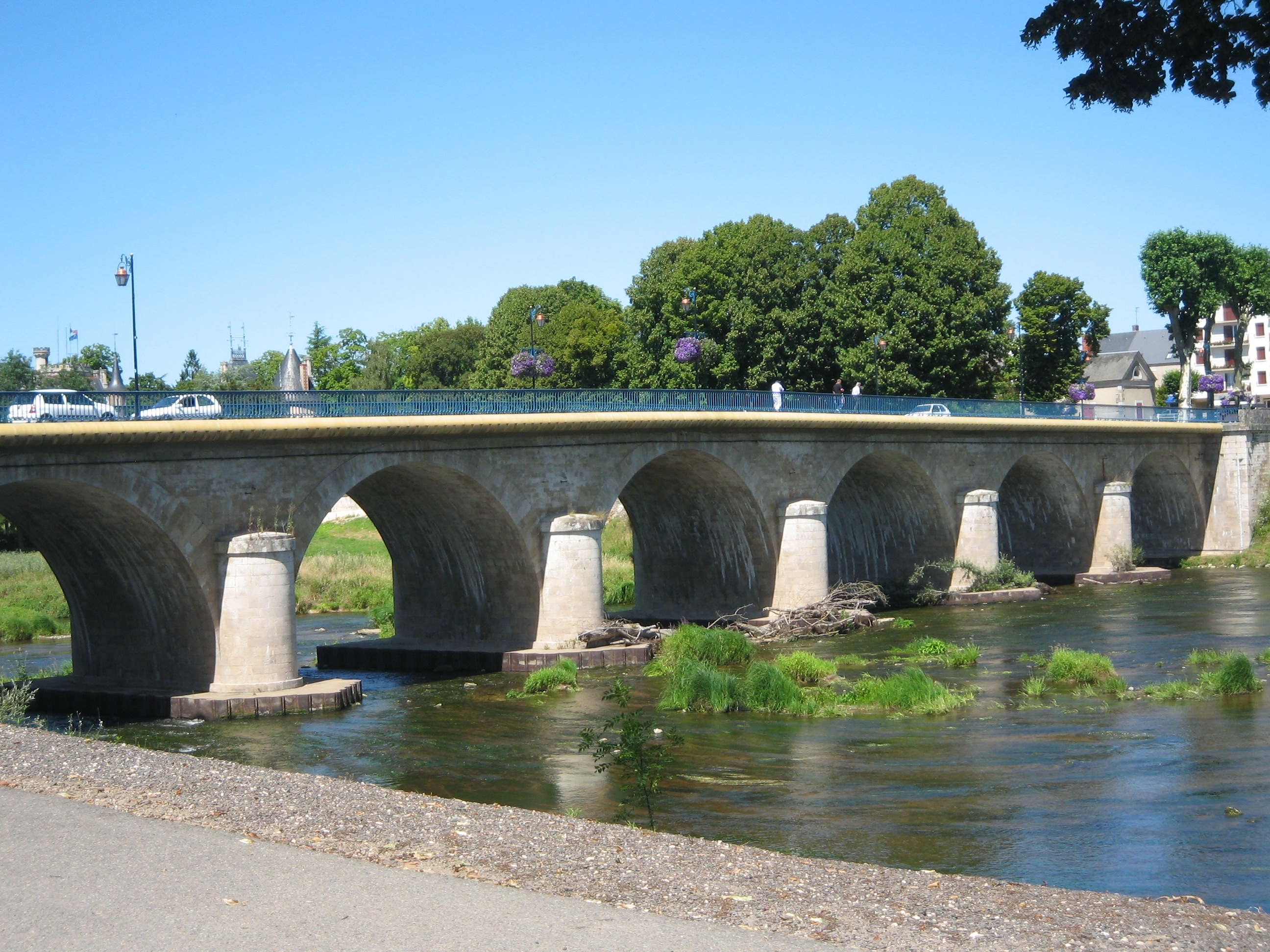
Pont de 7 arches de plein cintre, construit de 1827 à 1832, Saint-Florent-sur-Cher.
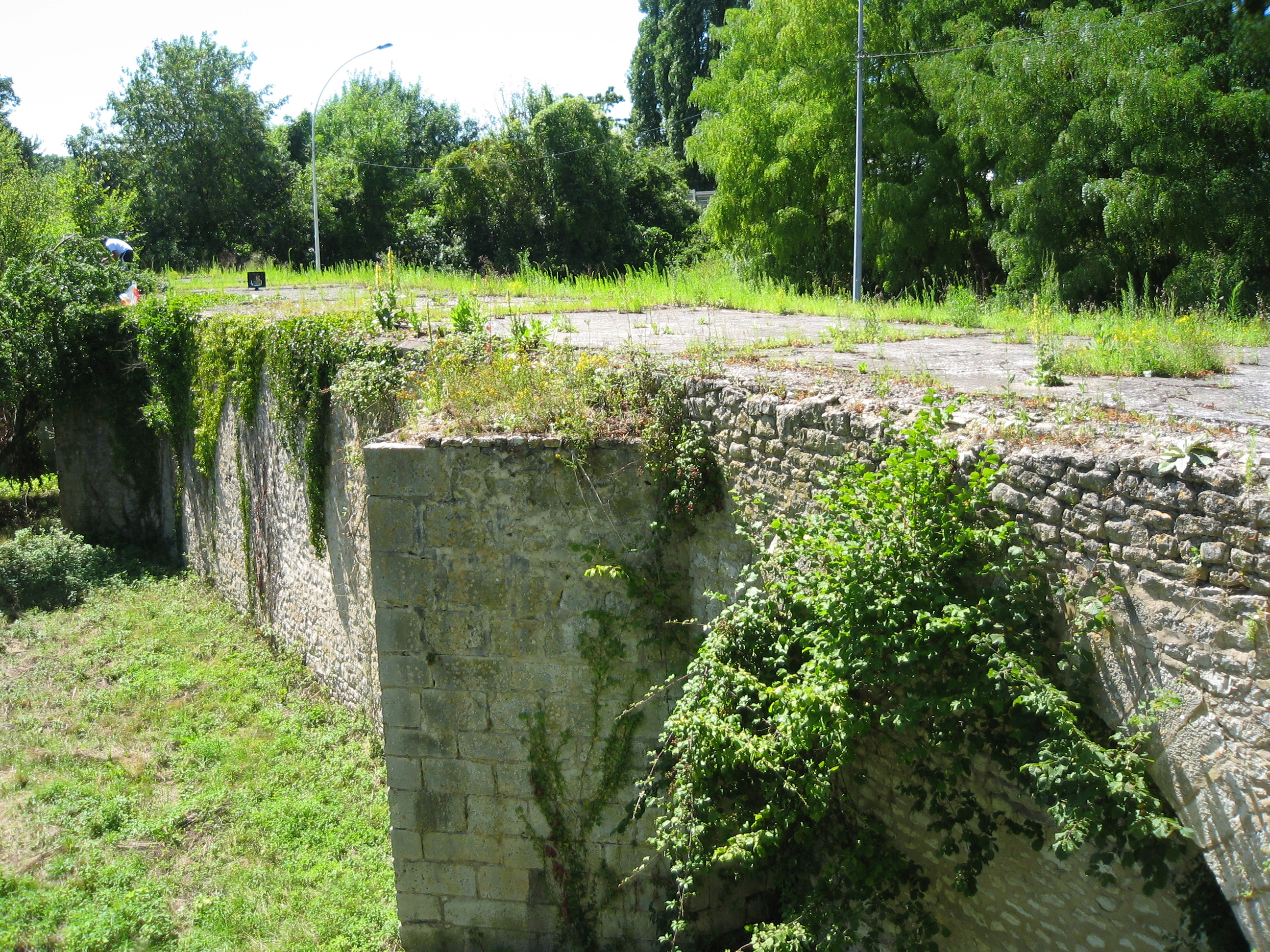
Ruines du vieux pont de pierre, Saint-Florent-sur-Cher.
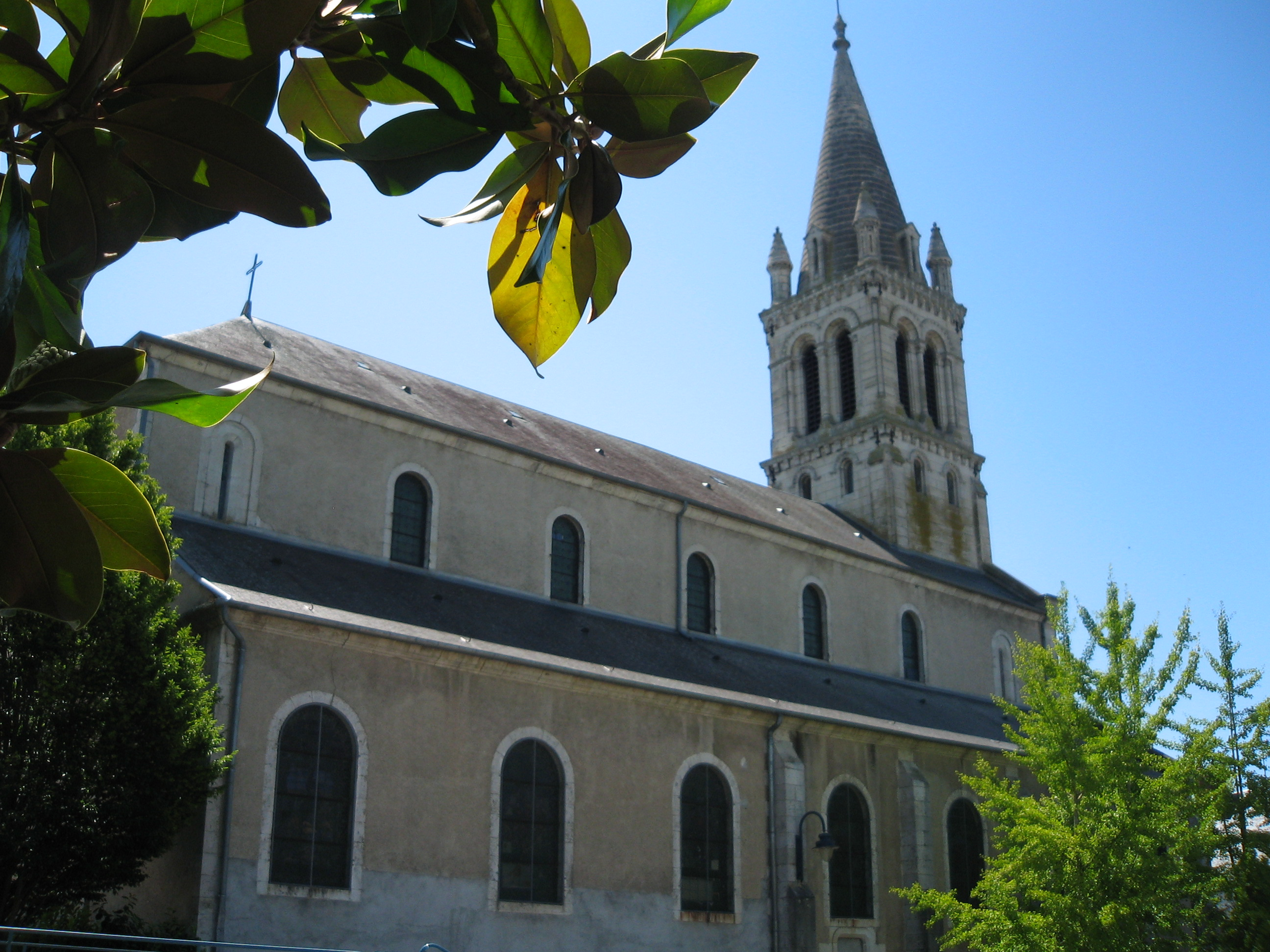
Église saint Florent XIXe, Saint-Florent-sur-Cher.

### Personnages liés à la commune
- Florent de Bourges, saint chrétien du XVIIe siècle et évêque de Bourges, a donné son nom à la paroisse puis à la commune.
- Rosa Bailly (1890-1976), connue aussi sous les noms de Rosa Dufour-Bailly et Aimée Dufour, professeure, journaliste, traductrice et femme de lettres française dont l’œuvre est largement consacrée à la Pologne, y est née.
- Les trois membres fondateurs du magazine Ciné Live (Laurent Cotillon, Grégory Alexandre et Emmanuel Cirodde) sont originaires de Saint-Florent-sur-Cher.

### Héraldique
| Blason de Saint-Florent-sur-Cher | Blason  | D'azur à neuf tiercefeuilles d'or ordonnées 3, 3, 2 et 1. |
| Blason de Saint-Florent-sur-Cher | Détails | Inspiré des armes de la famille Le Roy qui posséda la seigneurie de Saint-Florent du XIIe au XVIIe siècle (cf. alias). Le statut officiel du blason reste à déterminer. |
| Blason de Saint-Florent-sur-Cher | Alias   | De sable à dix tiercefeuilles d'or ordonnées 4, 3, 2 et 1. Armes de la famille Le Roy de Saint-Florent-sur-Cher.                                                        |

## Pour approfondir